# Tórtola (Cuenca)
Tórtola es una localidad española, pedanía del municipio conquense de Valdetórtola, en la comunidad autónoma de Castilla-La Mancha. Está situada a unos 19 km de Cuenca, en la ladera de una montaña con una altitud de 968 m sobre el nivel del mar, al comienzo de la hoz del río que lleva el mismo nombre que el pueblo.

## Toponimia
El nombre de Tórtola deriva del topónimo alusivo a las abundantes tórtolas que poblaban el lugar. En el emplazamiento del pueblo, los cristianos repobladores se asentaron tras la conquista de Cuenca.
La abundancia de aves por esta zona se manifiesta a través de los topónimos de cercanos lugares y parajes que a ellas hacen referencia como el cerro del Palomar, que se eleva junto al pueblo de Tórtola, situado en la ladera del cerro San Cristóbal; el colindante pueblo de Valdeganga (valle de las gangas); en su término, el cerro de las Pajaritas; la fuente del Pájaro, o la hoya del Tordo, entre otros.

## Geografía
Cerca de Tórtola está la cueva de los Morciguillos, situada en la hoz del río Tórtola, a aproximadamente 1 km de la población. El nombre de esta cueva también deriva de la abundancia de murciélagos. Sobre esta cueva existe una elevación montañosa llamada La Muela, con una altitud de 1075 m. En esta cumbre montañosa se extiende un gran pinar donde también se pueden encontrar gran variedad de especies de árboles. En lo alto de su cumbre está situada la llamada tinada del Cura, actualmente en ruinas por su falta de uso para guardar el ganado.

## Historia
El poblamiento en la zona de Tórtola tiene su origen en época ibérica, como lo demuestra un lugar situado a 1,5 km encima del antiguo molino y que se conoce con el nombre de El Peñón. Este asentamiento de pequeñas dimensiones está enclavado sobre una escarpada roca a la cual en su parte más accesible se ha realizado un enorme corte con una torre fortificada para su defensa. También existen restos de su muralla.
El asentamiento del pueblo en sí, está situado en la encrucijada de dos vías romanas secundarias que procedían de Valeria y se dirigían con toda probabilidad hacia Ercávica. De estas vías sólo queda un muy bien conservado puente romano en una de ellas, mientras que en la otra también existía otro puente romano que se conocía con el nombre de puente de Santa Ana y que hace no muchos años se derrumbó a causa de una riada y se sustituyó por otro nuevo.
También hubo asentamiento andalusí, pues existe un lugar donde hay un horno de teja árabe con gran cantidad de tejas rotas en los alrededores. También se tiene conocimiento del tejar Viejo, del mismo origen, y que con la construcción de la carretera de Cuenca desapareció. El Pilar es otro lugar de posible origen árabe o medieval por las canalizaciones de cerámica hoy desaparecidas. Se trataba de un abrevadero para los animales del pueblo, formado por gran cantidad de sillares perfectamente acoplados y unidos por cemento romano (cal y arena) y por unas grandes grapas de hierro, y que se estuvo utilizando hasta los años 1990. A unos 30 m de allí se encuentra la llamada "piedra del Moro", en la cual se halla excavada una tumba cuyo origen puede ser visigodo o medieval.
Aparte, en el término se encuentran otros asentamientos muy antiguos, desde la Edad de Piedra hasta la Edad Media.
A mediados del siglo XIX, el lugar contaba con una población censada de 155 habitantes. La localidad aparece descrita en el decimoquinto volumen del Diccionario geográfico-estadístico-histórico de España y sus posesiones de Ultramar de Pascual Madoz de la siguiente manera:

TÓRTOLA: ald. con ayunt. en la prov., dióc, part. jud. de Cuenca (3 leg.), aud. terr. de Albacete y c. g. de Castilla la Nueva. sit. en terreno llano, frio, bien ventilado y sano. Consta de 10 casas, una fuente para el surtido del pueblo á 300 pasos de esta, é igl, parr. servida por un cura de entrada y provision ordinaria. El térm. confina por N. con Olmedella de Arcas; E. Arcas: S. Valdeganga, y O. el Zarzoso; su terreno en general llano, es bastante productivo; los caminos son locales y en mal estado. prod.: trigo, cebada, centeno, avena y legumbres aunque pocas; se cria algun ganado lanar, cabrío y vacuno, y caza de liebres, perdices y conejos. pobl.: 39 vec., 155 alm. cap. prod.: 606,780 rs. imp.: 30,339.
(Madoz, 1849, p. 44)

El municipio de Tórtola desapareció en 1971, al fusionarse con el de Valdeganga de Cuenca para formar el nuevo término municipal de Valdetórtola.

## Demografía
| Gráfica de evolución demográfica de Tórtola entre 1842 y 1970 |
| |
| Población de derecho según los censos de población del INE Población de hecho según los censos de población del INEEntre el censo de 1857 y el anterior, crece el término del municipio porque incorpora a Olmedilla de Arcos Entre el censo de 1981 y el anterior, este municipio desaparece porque se integra en el municipio Valdetórtola |

## Lugares de interés
- Cueva de Los Morciguillos.
- Cueva Carasol.
- Hoz de Tórtola.
- El Pilar.
- Puente romano.[7]